# Lestkov (Tachovi járás)
Lestkov település Csehországban, Tachovi járásban. Lestkov Planá, Chodová Planá, Bezdružice, Kokašice, Olbramov és Teplá településekkel határos. Lakosainak száma 402 fő (2024. január 1.).

## Népesség
A település lakosságának változását az alábbi diagram mutatja:
| Lakosok száma | 2174 | 2195 | 2003 | 872  | 418  | 361  | 389  | 392  | 376  | 402  |
|               | 1869 | 1890 | 1921 | 1950 | 1980 | 2001 | 2017 | 2019 | 2022 | 2024 |